# Mount Gee
Mount Gee är ett berg i Australien. Det ligger i delstaten South Australia, omkring 530 kilometer norr om delstatshuvudstaden Adelaide. Toppen på Mount Gee är 640 meter över havet, eller 55 meter över den omgivande terrängen. Bredden vid basen är 0,24 km.
Trakten runt Mount Gee är nära nog obefolkad, med mindre än två invånare per kvadratkilometer.. 
Omgivningarna runt Mount Gee är i huvudsak ett öppet busklandskap. Genomsnittlig årsnederbörd är 295 millimeter. Den regnigaste månaden är februari, med i genomsnitt 113 mm nederbörd, och den torraste är oktober, med 1 mm nederbörd.